# Rhinoestrus latifrons
Rhinoestrus latifrons är en tvåvingeart som beskrevs av Gan 1947. Rhinoestrus latifrons ingår i släktet Rhinoestrus och familjen styngflugor.
Artens utbredningsområde är Uzbekistan. Inga underarter finns listade i Catalogue of Life.